# Coupe d'Union soviétique de football 1989-1990
Navigation
Édition 1988-1989 Édition 1990-1991
La Coupe d'Union soviétique 1989-1990 est la 47e édition de la Coupe d'Union soviétique de football. Elle se déroule entre le 2 mai 1989 et le 2 mai 1990.
La finale se joue le 2 mai 1990 au stade Lénine de Moscou et voit la victoire du Dinamo Kiev, qui remporte sa neuvième coupe nationale aux dépens du Lokomotiv Moscou, pensionnaire de la deuxième division. Ce succès lui permet de se qualifier pour la Coupe des coupes 1990-1991. Le Dinamo réalise par la suite le doublé en remportant le championnat 1990 quelques mois plus tard.

## Format
Un total de 80 équipes prennent part à cette édition. Cela inclut les 16 participants à la première division 1989 ainsi que les 22 clubs du deuxième échelon, à qui s'ajoutent 42 équipes de la troisième division.
La compétition se déroule sur sept phases, à l'issue desquels le vainqueur de la compétition est désigné. Les équipes de première division font leur entrée en lice à l'occasion de la troisième phase, correspondant aux seizièmes de finale. Ce dernier tour ainsi que les huitièmes de finale prennent par ailleurs la forme de confrontations en deux manches tandis que les autres phases se déroulent sur un seul match. En cas d'égalité à l'issue du temps réglementaire d'une confrontation, une prolongation est jouée. Si celle-ci ne suffit pas à départager les deux équipes, le vainqueur est désigné à l'issue d'une séance de tirs au but.
La compétition suivant un calendrier sur deux années, contrairement à celui des championnats soviétiques qui s'inscrit sur une seule année, celle-ci se trouve de fait à cheval entre deux saisons de championnat ; ainsi pour certaines équipes promues ou reléguées à l'issue de la saison 1989, la division indiquée peut varier d'un tour à l'autre.

## Résultats

### Premier tour
Les rencontres de ce tour sont jouées le 2 mai 1989.
| Date       | Domicile                       | Score                | Extérieur                     |
| ---------- | ------------------------------ | -------------------- | ----------------------------- |
| 2 mai 1989 | Tsement Novorossiisk (D3)      | 2 - 1 ap             | (D2) Kotaïk Abovian           |
| 2 mai 1989 | Torpedo Riazan (D3)            | 1 - 3                | (D3) Spartak Naltchik         |
| 2 mai 1989 | Sokhibkor Khalkabad (D3)       | 1 - 1 ap (4 - 2 tab) | (D2) Geolog Tioumen           |
| 2 mai 1989 | Sokol Saratov (D3)             | 6 - 3                | (D2) Torpedo Koutaïssi        |
| 2 mai 1989 | SKA Odessa (D3)                | 2 - 1                | (D3) Tchaïka Sébastopol       |
| 2 mai 1989 | Podolié Khmelnitski (D3)       | 0 - 2                | (D3) Okean Kertch             |
| 2 mai 1989 | Novbakhor Namangan (D3)        | 3 - 0                | (D3) Energetik Koustanaï      |
| 2 mai 1989 | Metallourg Roustavi (D3)       | 3 - 2                | (D2) Dinamo Batoumi           |
| 2 mai 1989 | Meliorator Tchimkent (D3)      | 1 - 1 ap (5 - 4 tab) | (D2) SKA Rostov               |
| 2 mai 1989 | Lokomotiv Tchita (D3)          | 1 - 0                | (D2) Kouzbass Kemerovo        |
| 2 mai 1989 | Kapaz Gandja (D3)              | 0 - 1                | (D2) CSKA Moscou              |
| 2 mai 1989 | Krylia Sovetov Kouïbychev (D3) | 1 - 0                | (D2) Spartak Ordjonikidzé     |
| 2 mai 1989 | Krivbass Krivoï Rog (D3)       | 2 - 1                | (D2) Daugava Riga             |
| 2 mai 1989 | Droujba Maïkop (D3)            | 1 - 2                | (D2) Rostselmach Rostov       |
| 2 mai 1989 | Dinamo Stavropol (D2)          | 3 - 0                | (D3) Zaria Kalouga            |
| 2 mai 1989 | Dinamo Vologda (D3)            | 1 - 0                | (D3) Saturn Ramenskoïe        |
| 2 mai 1989 | Atlantas Klaipėda (D3)         | 1 - 2                | (D2) Metallourg Zaporojié     |
| 2 mai 1989 | Alga Frounzé (D3)              | 3 - 0                | (D3) Metallourg Novokouznetsk |
| 2 mai 1989 | Irtych Omsk (D3)               | 1 - 0 ap             | (D3) Ouralmach Sverdlovsk     |
| 2 mai 1989 | Khimik Grodno (D3)             | 1 - 0                | (D2) SKA Karpaty Lvov         |
| 2 mai 1989 | Torpedo Taganrog (D3)          | 1 - 2                | (D2) Chinnik Iaroslavl        |
| 2 mai 1989 | Zénith Ijevsk (D3)             | 0 - 1                | (D2) Neftchi Bakou            |
| 2 mai 1989 | Amour Blagovechtchensk (D3)    | 2 - 0                | (D3) Neftianik Fergana        |
| 2 mai 1989 | Kolos Nikopol (uk) (D3)        | 1 - 0                | (D2) Fakel Voronej            |
| 2 mai 1989 | Traktor Pavlodar (D3)          | 0 - 2                | (D2) Kaïrat Alma-Ata          |
| 2 mai 1989 | Tekstilchtchik Tiraspol (D3)   | 1 - 1 ap (5 - 3 tab) | (D2) Nistru Kichinev          |
| 2 mai 1989 | Gastello Oufa (D3)             | 1 - 2                | (D3) Goyazan Gazakh           |
| 2 mai 1989 | Vorskla Poltava (D3)           | 3 - 0                | (D2) Tavria Simferopol        |
| 2 mai 1989 | Kasansaïets Kasansaï (D3)      | 1 - 4                | (D2) Pakhtakor Tachkent       |
| 2 mai 1989 | Dniepr Moguilev (D3)           | 1 - 0                | (D3) Boukovina Tchernovtsy    |
| 2 mai 1989 | Zaria Vorochilovgrad (D3)      | 1 - 0                | (D2) Kouban Krasnodar         |
| 2 mai 1989 | Zvezda Perm (D3)               | 2 - 3 ap             | (D2) Guria Lantchkhouti       |

### Deuxième tour
Les rencontres de ce tour sont jouées le 1er juin 1989.
| Date          | Domicile                       | Score   | Extérieur                 |
| ------------- | ------------------------------ | ------- | ------------------------- |
|               | Guria Lantchkhouti (D2)        | forfait | (D3) Irtych Omsk          |
| 1er juin 1989 | Spartak Naltchik (D3)          | 0 - 4   | (D3) Tsement Novorossiisk |
| 1er juin 1989 | Rostselmach Rostov (D2)        | 1 - 2   | (D3) Dinamo Vologda       |
| 1er juin 1989 | Okean Kertch (D3)              | 0 - 4   | (D2) Metallourg Zaporojié |
| 1er juin 1989 | Novbakhor Namangan (D3)        | 3 - 0   | (D3) Sokhibkor Khalkabad  |
| 1er juin 1989 | Krylia Sovetov Kouïbychev (D3) | 4 - 0   | (D3) Metallourg Roustavi  |
| 1er juin 1989 | Goyazan Gazakh (D3)            | 1 - 2   | (D2) Neftchi Bakou        |
| 1er juin 1989 | Vorskla Poltava (D3)           | 1 - 0   | (D3) SKA Odessa           |
| 1er juin 1989 | Dniepr Moguilev (D3)           | 1 - 2   | (D3) Krivbass Krivoï Rog  |
| 1er juin 1989 | Dinamo Stavropol (D2)          | 1 - 0   | (D3) Kolos Nikopol (uk)   |
| 1er juin 1989 | Chinnik Iaroslavl (D2)         | 1 - 0   | (D3) Zaria Vorochilovgrad |
| 1er juin 1989 | CSKA Moscou (D2)               | 4 - 2   | (D3) Sokol Saratov        |
| 1er juin 1989 | Tekstilchtchik Tiraspol (D3)   | 3 - 0   | (D3) Khimik Grodno        |
| 1er juin 1989 | Pakhtakor Tachkent (D2)        | 1 - 0   | (D3) Alga Frounzé         |
| 1er juin 1989 | Kaïrat Alma-Ata (D2)           | 2 - 0   | (D3) Meliorator Tchimkent |
| 1er juin 1989 | Amour Blagovechtchensk (D3)    | 2 - 0   | (D3) Lokomotiv Tchita     |

### Seizièmes de finale
Ce tour est disputé sous la forme de confrontations en aller-retour. Les matchs allers sont joués entre le 29 juin et le 14 juillet 1989 tandis que les rencontres retours prennent place les 17 et 18 juillet 1989. Cette phase voit l'entrée en lice des équipes de la première division 1989.
| Équipe 1                    | Score   | Équipe 2                       | Aller | Retour  |
| --------------------------- | ------- | ------------------------------ | ----- | ------- |
| Amour Blagovechtchensk (D3) | forfait | (D1) Metallist Kharkov         | 2 - 3 | forfait |
| Vorskla Poltava (D3)        | 2 - 5   | (D1) Žalgiris Vilnius          | 1 - 0 | 1 - 5   |
| Guria Lantchkhouti (D2)     | 3 - 4   | (D1) Chakhtior Donetsk         | 1 - 0 | 2 - 4   |
| Dinamo Stavropol (D2)       | 3 - 5   | (D1) Dinamo Moscou             | 1 - 3 | 2 - 2   |
| Metallourg Zaporojié (D2)   | 1 - 2   | (D1) Tchernomorets Odessa      | 0 - 1 | 1 - 1   |
| Neftchi Bakou (D2)          | 2 - 4   | (D1) Rotor Volgograd           | 2 - 1 | 0 - 3   |
| Tekstilchtchik Ivanovo (D3) | 2 - 6   | (D1) Torpedo Moscou            | 2 - 2 | 0 - 4   |
| CSKA Moscou (D2)            | 3E - 3  | (D1) Dniepr Dniepropetrovsk    | 1 - 1 | 2 - 2   |
| Chinnik Iaroslavl (D2)      | 1 - 3   | (D1) Spartak Moscou            | 0 - 1 | 1 - 2   |
| Dinamo Vologda (D3)         | 4 - 4E  | (D1) Ararat Erevan             | 2 - 4 | 2 - 0   |
| Zénith Léningrad (D1)       | 2 - 9   | (D3) Krylia Sovetov Kouïbychev | 2 - 5 | 0 - 4   |
| Kaïrat Alma-Ata (D2)        | 1 - 4   | (D1) Dinamo Kiev               | 0 - 1 | 1 - 3   |
| Krivbass Krivoï Rog (D3)    | 1 - 8   | (D1) Lokomotiv Moscou          | 1 - 3 | 0 - 5   |
| Pakhtakor Tachkent (D2)     | 6 - 2   | (D1) Pamir Douchanbé           | 3 - 2 | 3 - 0   |
| Tsement Novorossiisk (D3)   | 0 - 2   | (D1) Dinamo Minsk              | 0 - 1 | 0 - 1   |
| Dinamo Tbilissi (D1)        | 7 - 0   | (D3) Novbakhor Namangan        | 5 - 0 | 2 - 0   |

### Huitièmes de finale
Ce tour est disputé sous la forme de confrontations en aller-retour. Les matchs allers sont joués entre le 8 et le 12 novembre 1989 tandis que les rencontres retours prennent place entre le 16 novembre 1989 et le 1er mars 1990.
| Équipe 1                  | Score   | Équipe 2                       | Aller | Retour  |
| ------------------------- | ------- | ------------------------------ | ----- | ------- |
| Dinamo Kiev (D1)          | forfait | (D1) Dinamo Tbilissi           | 1 - 0 | forfait |
| Dinamo Moscou (D1)        | 2 - 0   | (D1) Ararat Erevan             | 1 - 0 | 1 - 0   |
| Spartak Moscou (D1)       | 2 - 2E  | (D1) Dinamo Minsk              | 2 - 1 | 0 - 1   |
| Chakhtior Donetsk (D1)    | 0 - 1   | (D3) Krylia Sovetov Kouïbychev | 0 - 0 | 0 - 1   |
| Rotor Volgograd (D1)      | 3 - 4   | (D2) CSKA Moscou               | 3 - 2 | 0 - 2   |
| Žalgiris Vilnius (D1)     | 1 - 4   | (D1) Lokomotiv Moscou          | 1 - 1 | 0 - 3   |
| Pakhtakor Tachkent (D2)   | 0 - 3   | (D1) Metallist Kharkov         | 0 - 3 | 2 - 0   |
| Tchernomorets Odessa (D1) | 1 - 3   | (D1) Torpedo Moscou            | 1 - 0 | 0 - 3   |

### Quarts de finale
Les rencontres de ce tour sont jouées les 19 et 20 mars 1990.
| Date         | Domicile               | Score                | Extérieur                  |
| ------------ | ---------------------- | -------------------- | -------------------------- |
| 19 mars 1990 | CSKA Moscou (D1)       | 3 - 1                | (D3) Krylia Sovetov Samara |
| 20 mars 1990 | Metallist Kharkov (D1) | 0 - 1                | (D1) Dinamo Kiev           |
| 20 mars 1990 | Dinamo Minsk (D1)      | 0 - 0 ap (4 - 5 tab) | (D1) Dinamo Moscou         |
| 20 mars 1990 | Lokomotiv Moscou (D2)  | 2 - 0                | (D1) Torpedo Moscou        |

### Demi-finales
Les rencontres de ce tour sont jouées le 17 avril 1990.
| Date          | Domicile           | Score                | Extérieur             |
| ------------- | ------------------ | -------------------- | --------------------- |
| 17 avril 1990 | Dinamo Moscou (D1) | 0 - 0 ap (2 - 4 tab) | (D2) Lokomotiv Moscou |
| 17 avril 1990 | Dinamo Kiev (D1)   | 4 - 2                | (D1) CSKA Moscou      |

### Finale
| ·             |                          |     |
| Titulaires :  |                          |     |
|               |                          |     |
|               | Khasanbi Bidjiev (en)    |     |
|               | Pavel Nesterov (en)      |     |
|               | Ievgueni Milechkine (en) |     |
|               | Alekseï Arifoulline (en) |     |
|               | Andreï Solovtsov (en)    |     |
|               | Dmitri Gorkov (en)       |     |
|               | Kirill Rybakov (en)      | 60e |
|               | Rachid Gallakberov (en)  |     |
|               | Oleg Samatov (en)        | 60e |
|               | Sergueï Soukhov (en)     | 82e |
|               | Igor Tchougaïnov         |     |
|               |                          |     |
| Remplaçants : |                          |     |
|               | Mikhaïl Pronitchev (en)  | 60e |
|               | Valeri Plotnikov (en)    | 60e |
|               | Andreï Fedine (en)       | 82e |
|               |                          |     |
| Entraîneur :  |                          |     |
| Iouri Siomine |                          |     |

| ·                 |                            |     |
| Titulaires :      |                            |     |
|                   |                            |     |
|                   | Viktor Chanov              |     |
|                   | Sergueï Chmatovalenko (en) |     |
|                   | Akhrik Tsveiba             |     |
|                   | Oleg Kuznetsov             |     |
|                   | Anatoli Demyanenko         | 83e |
|                   | Vassili Rats               |     |
|                   | Alekseï Mikhaïlitchenko    | 83e |
|                   | Guennadi Litovtchenko      |     |
|                   | Oleg Salenko               |     |
|                   | Oleg Protasov              |     |
|                   | Sergueï Zaïets (en)        | 52e |
|                   |                            |     |
| Remplaçants :     |                            |     |
|                   | Sergueï Kovalets (en)      | 52e |
|                   | Oleg Loujny                | 83e |
|                   | Andreï Bal                 | 83e |
|                   |                            |     |
| Entraîneur :      |                            |     |
| Valeri Lobanovski |                            |     |

| ·             |                          |     |
| Titulaires :  |                          |     |
|               |                          |     |
|               | Khasanbi Bidjiev (en)    |     |
|               | Pavel Nesterov (en)      |     |
|               | Ievgueni Milechkine (en) |     |
|               | Alekseï Arifoulline (en) |     |
|               | Andreï Solovtsov (en)    |     |
|               | Dmitri Gorkov (en)       |     |
|               | Kirill Rybakov (en)      | 60e |
|               | Rachid Gallakberov (en)  |     |
|               | Oleg Samatov (en)        | 60e |
|               | Sergueï Soukhov (en)     | 82e |
|               | Igor Tchougaïnov         |     |
|               |                          |     |
| Remplaçants : |                          |     |
|               | Mikhaïl Pronitchev (en)  | 60e |
|               | Valeri Plotnikov (en)    | 60e |
|               | Andreï Fedine (en)       | 82e |
|               |                          |     |
| Entraîneur :  |                          |     |
| Iouri Siomine |                          |     |

| ·                 |                            |     |
| Titulaires :      |                            |     |
|                   |                            |     |
|                   | Viktor Chanov              |     |
|                   | Sergueï Chmatovalenko (en) |     |
|                   | Akhrik Tsveiba             |     |
|                   | Oleg Kuznetsov             |     |
|                   | Anatoli Demyanenko         | 83e |
|                   | Vassili Rats               |     |
|                   | Alekseï Mikhaïlitchenko    | 83e |
|                   | Guennadi Litovtchenko      |     |
|                   | Oleg Salenko               |     |
|                   | Oleg Protasov              |     |
|                   | Sergueï Zaïets (en)        | 52e |
|                   |                            |     |
| Remplaçants :     |                            |     |
|                   | Sergueï Kovalets (en)      | 52e |
|                   | Oleg Loujny                | 83e |
|                   | Andreï Bal                 | 83e |
|                   |                            |     |
| Entraîneur :      |                            |     |
| Valeri Lobanovski |                            |     |